# KF Istogu
El Klubi Futbollistik Istogu es un club futbolístico de Istok, Kosovo. El club fue fundado en 1947 y ha estado jugando en las divisiones inferiores primero de la extinta Yugoslavia luego Kosovo. 
Disputa sus partidos como local en el Stadiumi Demush Mavraj, que tiene capacidad para 1000 espectadores, y juega en la Liga e Parë, la segunda máxima categoría del fútbol kosovar.
Sus mayores logros deportivos han sido la consecución de 2 Liga e Parë en las temporada 2007/08 y 2013/14.
Sus fanes se hacen llamar los “Gjimmat”

## Palmarés
- Liga e Parë: 2007/08, 2013/14